# مجمع علماء الدين المجاهدين
مجمع علماء الدين المجاهدين (بالفارسية: مجمع روحانيون مبارز) هو حزب إيراني تأسس في عام 1987 م بمباركة خطية من الامام الخميني وذلك بعد الانقسام الشديد بينه وبين الحزب الاصلي «جمعية علماء الدين المجاهدين» وهو الحزب الذي ضم بين اعضائه الرفسنجاني والخامنئي إلى جانب الكثيرين من الطبقة الحاكمة في إيران اليوم.
على اثر الانقسام الشديد والاختلاف في الآراء طلب الشيخ مهدي كروبي والسيد محمد الموسوی الخوئینی‌ها تشكل تجمع جديد وكان هذا الحزب أي«مجمع روحانیون مبارز» هو الحزب المقرب من الامام الخميني وهو الذي بارك تأسيسه في رسالة خطية، جمع هذا التجمع الجديد أبناء الثورة والمقربين من الامام في زمن النضال.

## شخصيات الحزب الرئيسية
السيد علي أكبر محتشمي، عبد الواحد موسوي لاري، الشيخ أسد الله بيات والعضوين المؤسسين السيد موسوي خوئینی‌ها والشيخ مهدي كروبي إلى جانب العديد من الوجوه الثورية ذات التأثير البارز على الثورة الإسلامية والدور الكبير في انتصارها.
استمر هذا الحزب في التصدي إلى الامور السياسية ونجح في إخراج إيران من الحرب بأقل الخسائر الممكنه وكانت أغلب السلطات الرئيسية في يد هذا الحزب حيث كان رئيس الوزراء هو ميرحسين موسوي ورئيس مجلس الشورى الشيخ مهدي كروبي ووزارة الداخلية بيد السيد محتشمي (مؤسس حزب الله لبنان) إلى جانب المراكز الحساسة الأخرى التي عين فيها الامام الخميني أسماء بارزه من هذا الحزب فمثلا كان الشيخ عبد الله نوري ممثل الامام الخميني في الحرس الثوري ثم ممثله في القضاء والإذاعة والتلفزيون، وكان السيد عبد الكريم الاردبيلي رئيسا للقضاء (مقرب من روحانيون مبارز) وغيرهم من الشخصيات الفاعلة في زمن الامام

في المقابل كانت «جمعية علماء الدين المجاهدين» تحتفظ بالمناصب الشكلية والتشريفاتيه من قبيل رئاسة الجمهورية «السيد الخامنئي» وبعض الوزارات الخدمية، مما جعل الخامنئي في أكثر من مناسبة يطاب برئيس وزارء تابع لتياره وكان من اشد المعارضين لتولي ميرحسين موسوي رئاسة الوزراء. فحاول في أكثر من مناسبة الضغط عليه للتنحي.

## بعد تولي الخامنئي لقيادة إيران
بعد وفاة الخميني، تم اقصاء هذا الحزب بشكل كبير ومثير، حيث تم عزل المسؤولين المقربين من هذا الحزب من مناصبهم وكان أغلبهم يعاني من التضيق ومنع السفر (حتى بين المدين الإيرانية الا بإذن) وكان السبب الأساسي لهذه المعاملة هي رفضهم القبول بالسيد الخامنئي بديلا عن الامام الخميني حيث ان الخامنئي غير مستوفي لشرط المرجعية إلى جانب معارضتهم لتغير الدستور الإيراني ووضع صلاحيات واسعه بيد «ولي الفقيه الجديد»

## الانتخابات الخامسة لمجلس الشورى الإسلامي
في انتخابات الرابعة لمجلس الشورى الإسلامي تم رد صلاحية جميع مرشحين الحزب مما جعل الحزب يعتزل الحياة السياسية (الحكومية) في اعتراضا على هذه الخطوة الغير مبرره. وكان ابرز المرشحين الذيين ردت صلاحياتهم:
السيد محمد موسوی خوئینی‌ها (قائد المجموعة المحتلة للسفارة الأمريكية في بداية الثورة – عضو مؤسس في مجمع روحانيون مبارز – معين من قبل الامام في الكثير من المناصب الحساسة)
الشيخ محمدرضا توسلی (مدير مكتب الامام الخميني والشخصية الأكثر ملازمتا للامام طيلة حياته)
السيد علي أكبر محتشمي (وزير الداخلية في زمن الامام – مؤسس حزب الله لبنان – سفير إيران في سورية – مصاحب للامام الخميني في النجف وباريس) هذا إلى جانب الكثير من اصحاب الامام الخميني والثوريين القدماء.
اصدر التجمع أول صحيفة معارضة للسياسات النظام في عام 1990 وكان اسم هذه الجريدة «سلام» والسبب المباشر لاصدار هذه الصحيفة كان رد صلاحية أعضاء التجمع ومنع الصحف الإيرانية لنشر بيانات التجمع على صفحاتها.

## رئاسة السيد خاتمي للجمهورية
تم التعامل بنفس الطريقة مع التجمع في الانتخابات الخامسة لمجلس الشورى، ولكن وعلى غير المتوقع تمت الموافقة على ترشيح السيد محمد خاتمي لمنصب رئاسة الجمهورية وذلك بعد سنه واحده من الانتخابات الخامسة للمجلس وعندها كان الامر الغير متوقع فالسيد خاتمي حصل على 75% من اصوات الشعب في سابقة تاريخة للانتخابات الإيرانية، وعندها تغيرت طرق الضغط على «مجمع روحانيون مبارز» واولها اغلاق جريدة «سلام» بسبب اظاهر بعض الحقائق التي تمكن المجمع من كشفها خلال فترة رئاسة جمهورية السيد خاتمي ومنها:
1. اختلاسات كبيرة في الحكومة الإيرانية قام بها أعضاء مقربون من الحزب الحاكم
2. كشف وثائق رسمية لعمليات الاغتيال والتصفية قامت بها ورازة الاطلاعات (المخابرات الإيرانية) ضد بعض المثقفين والمعارضين في إيران. عندها تم اغلاق الجريدة وتمت محاكمت مالك الجريدة السيد موسوی خوئینی‌ها، ورئيس التحرير عباس عبدي (أحد الطلاب المحتلين للسفارة الأمريكية)
استمرت الضغوط على «مجمع روحانيون مبارز» وعلى رئيس الجمهورية السيد خاتمي فتمت محاكمة الشيخ عبد الله نوري وزير الداخلية في حكومة خاتمي الأولى وسجنه
ومحاكمة وزير الثقافة والكثير الكثير من العراقيل التي كانت تحاول الايقاء بحكومة «مجمع روحانيون مبارز»
إلى ان انتهت فترة حكم السيد خاتمي وهي فترة التي شهدت فيها إيران التغير والانفتاح والتقليل من الديون الخارجية والرخاء النسبي للشعب والمساحة الأكبر في الحريات. وجاء بعدها محمود احمدي نجاد المقرب من الخامنئي والشخصية الهامشية في الثورة الإسلامية.

## انتخابات الرئاسة الإيرانية 2009
في عام 2009 دعم «مجمع روحانيون مبارز» السيد ميرحسين موسوي في انتخابات الرئاسة وهو لايزال على هذا الدعم حتى اليوم، ومع هذا التاريخ السياسي العريق والتاريخ الثوري الذي لايستطيع أحد في الساحة الإيرانية منافسته عليه من المحتمل ان يتم ايقاف نشاط الحزب وعتبارة حزباً محظوراً